# Superdry
Superdry Plc est une marque britannique de prêt-à-porter mixte fondée en 2003 par Julian Dunkerton & James Holder, basée à Cheltenham dans le Gloucestershire, et appartenant, parmi d'autres, à l'entreprise SuperGroup et représentant plus de trois-quarts de son chiffre d'affaires. Les vêtements — de style américain (Americana) — sont décorés de textes en caractères japonais.

## Historique
En 2003, Julian Dunkerton s'associe avec le designer James Holder qui avait déjà fondé la marque Bench, pour développer et créer une nouvelle marque au sein de son groupe SuperGroup : Superdry est né.
Après l'introduction réussie de Superdry dans les magasins Cult Vêtements, un second format de magasin, sous marque propre, est lancé en 2004. Le premier magasin Superdry ouvre en Grande-Bretagne cette année-là. Superdry étend ensuite ses opérations en ouvrant des franchises en France et au Benelux, puis dans de nombreux autres pays du monde les années suivantes. En 2010, le groupe SuperGroup est coté en bourse, connaissant par la suite des fluctuations notables. Par l'intermédiaire de ses magasins et de sites web appartenant et via son réseau de franchises, licences et concessions, Superdry est vendu dans plus de 100 pays à travers le monde et possède plus de 300 magasins en 2014, soit en franchise, soit en propre. 
En janvier 2020 Superdry lance un avertissement sur bénéfice  après que les ventes pendant la période de pointe de Noël n'aient pas été à la hauteur de ses attentes en raison de contre-performances sur les collections anciennes. Le titre poursuit sa baisse en bourse de Londres. 
Le 1er septembre 2023, l'entreprise suspend sa cotation boursière de Londres. 
Début 2024, Superdry compte 216 magasins en gestion propre. Début mars 2024, des médias régionaux rapporte qu'une dizaine de magasins en France ont « brutalement » fermé ces derniers mois, du fait de difficultés économiques.